# Teatre modernista
El teatre modernista són aquelles produccions teatrals que es van realitzar durant el període conegut com a modernisme català.

## Teatre modernista Europeu
Al segle xx, el teatre acompanya les transformacions socials: a Alemanya, autors com Brecht i Piscator busquen provocar la reflexió, mentre que Jean Vilar a França i Giorgio Strehler a Itàlia fan un teatre dirigit cap al públic obrer i petitburgès. D'altra banda, el francès Antonin Artaud, el polonès Jerzy Grotowski i els americans Julian Beck i Judith Malina volen retrobar l'essència ritual del teatre.
A Europa sorgeixen diferents corrents del modernisme vinculats entre si. La seva premissa principal és la defensa d'un art total i el foment del progrés per mitjà de la cultura. A Catalunya, aquest moviment adquireix uns trets diferenciats que es tradueixen en una voluntat de modernitzar el país, deixar de veure'l com a quelcom regional i posar-lo al mateix nivell que d'altres països d'Europa. El modernisme coincideix, a més, amb una etapa d'importants reivindicacions socials i de lluita de la classe obrera.

## Teatre modernista català
El teatre va ser el gènere que més bé va reflectir l'existència de dues tendències. Per una banda, la vitalista i ibseniana d'Ignasi Iglésias i Joan Puig i Ferreter, i la simbolista, conreada, entre d'altres, per Santiago Rusiñol i per l'ànima de l'agrupació Teatre Íntim, Adrià Gual.
Després de Guimerà, l'escena catalana es va veure abocada a una transformació incessant, primer de la mà del modernisme i després del Noucentisme. A les dècades dels vint i dels trenta, el teatre català va viure un esclat d'autors, d'espais i de companyies, però sobretot de públic. Aquesta dinàmica ascendent es va veure truncada per l'adveniment de la Guerra Civil espanyola, el final de la qual va tenir unes conseqüències traumàtiques.
A la darrera dècada del segle xix, el teatre català vivia una situació de transició. Per una banda, desapareixien els autors que havien dominat bona part del segle com Frederic Soler o Eduard Vidal i Valenciano i els que no morien deixaven de publicar, com Conrad Roure o Josep Maria Arnau. Per l'altra, el país rebia noves influències d'origen europeu, realistes i simbolistes, i s'inspirava en autors com Ibsen o Maeterlinck.
En aquest context, un nou moviment, el modernisme, es començava a vertebrar a partir d'unes premisses estètiques difuses. El propòsit fonamental del moviment era modernitzar la cultura catalana, homologant-la al context europeu i construint una nova estètica allunyada dels principis del racionalisme i del positivisme. El modernisme qüestionava els valors establerts, situava l'individu com a centre de la majoria de reflexions i portava els conflictes morals i socials a primer terme. Els principals centres de difusió de la nova estètica van ser el cafè Els Quatre Gats, les Festes Modernistes al Cau Ferrat de Sitges i les revistes Quatre Gats, Pèl & Ploma i Joventut, entre d'altres. Dins del modernisme es poden encabir autors tan diversos com Apel·les Mestres, un dels principals precursors, Santiago Rusiñol, Ignasi Iglésias, Juli Vallmitjana, Joan Torrendell, Adrià Gual o Felip Cortiella.
Rusiñol, a banda de pintor i prosista, va ser un dels principals dramaturgs del moviment. Va actuar com a dinamitzador modernista amb les Festes Modernistes al Cau Ferrat de Sitges. En les seves primeres obres, com Cigales i formigues (1901) o L'heroi (1903), va jutjar la societat del moment, considerada banal, materialista i supèrflua, a la qual oposava la figura de l'artista, el geni redemptor. Les relacions entre aquest i la societat, però, van canviar substancialment a La mare (1907), on Rusiñol es va mostrar molt més indulgent i conformista.
Aquesta obra va ser el preludi de la seva posterior reconversió, de la bohèmia a la vida burgesa i assenyada. Cal destacar també L'auca del senyor Esteve, una de les seves obres més conegudes, retrat agredolç de la burgesia barcelonina del començament de segle. Escrita el 1907 com a novel·la i feta la versió dramàtica el 1910, va ser estrenada amb gran èxit el 1917.
Ignasi Iglésias va cultivar un teatre més social. Nascut en els ambients obrers de Sant Andreu del Palomar i format com a dramaturg en el teatre societari, Iglésias, tot i el regust simbolista de les primeres obres, com L'escurçó (1894), amb el canvi de segle va fer un gir naturalista, amb peces com El cor del poble (1902), ‘Els vells' (1904) i Les garses (1905), que van esdevenir els seus èxits principals. El món representat per Iglésias és un món obrer vuitcentista amb unes problemàtiques pròpies de la menestralia barcelonina. Iglésias, militant del republicanisme federal, prenia en consideració les injustícies socials però no acceptava l'antagonisme de classes. En les seves obres existia una supremacia moral de l'obrer que el feia triomfar per sobre de l'ambició i la corrupció de la burgesia, sempre dins d'un ordre social presidit pel pactisme.
Juli Vallmitjana va retratar les realitats més marginals i exòtiques de la Barcelona del moment. Va mostrar la realitat dels gitanos i dels baixos fons de la ciutat, en obres com Els zin-calós (1911) o Rují (1918), en què incorporava un argot i uns personatges propis d'aquests ambients. En el marc del modernisme també van aparèixer propostes col·lectives, com la del Teatre Íntim d'Adrià Gual o la de la Companyia Lliure de Declamació i posteriroment la de l'Agrupació Avenir de Felip Cortiella, la primera arrelada en l'estètica simbolista i la segona, en el moviment polític anarquista.

## Períodes

### Primera etapa
La primera etapa del modernisme, a finals del segle xix, és un moment d'enorme preocupació per la normalització de la llengua catalana. A banda de a les revistes Quatre gats i Pèl&Ploma, les principals idees estètiques i propostes de renovació del moviment apareixen a L'Avenç, la publicació modernista més important, que aglutina a la majoria d'artistes adscrits a aquest corrent. En aquesta època, a més, se succeeixen les festes del Cau Ferrat de Sitges, organitzades per Santiago Rusiñol.
Durant aquest període, el modernisme es veu afectat per l'existència de dues tendències ideològiques: l'esteticisme i el regeneracionisme. Això provocarà la primera escissió que es resoldrà més endavant amb la creació la revista Catalònia (1898 – 1900). Un dels principals defensors de l'esteticisme és Santiago Rusiñol; d'aquí sorgirà l'anomenada “bohèmia daurada”, formada per fills de burgesos que es poden dedicar plenament a l'art gràcies a la seva manca de preocupacions econòmiques.

### Segona etapa
L'etapa que va de l'inici de segle fins a l'any 1911 —data de la mort de Joan Maragall— és una època brillant pel modernisme. Aquest període està marcat per la publicació de la revista Joventut (1900-1906), que compta amb la participació d'autors de la Renaixença com Narcís Oller o Àngel Guimerà. Són anys de canvis, durant els quals s'editen moltes novel·les, els Jocs Florals tornen a guanyar prestigi i es professionalitzen molts camps que fins aleshores havien estat territori dels aficionats. El teatre català viurà l'aparició de nous gèneres, sorgits com a resposta a la idea d'art total i a causa, en part, del contacte dels modernistes amb les avantguardes europees, que coneixen viatjant a París i vivint la bohèmia francesa.